# موشيه همر
موشيه همر هو عازف كمان كندي، ولد في 29 مارس 1946.

## وصلات خارجية
- موشيه همر على موقع ميوزك برينز (الإنجليزية)
- موشيه همر على موقع ديسكوغز (الإنجليزية)